# The Eminem Show
The Eminem Show este al patrulea album de studio al rapperului Eminem, lansat în 2002.